# Chusovói

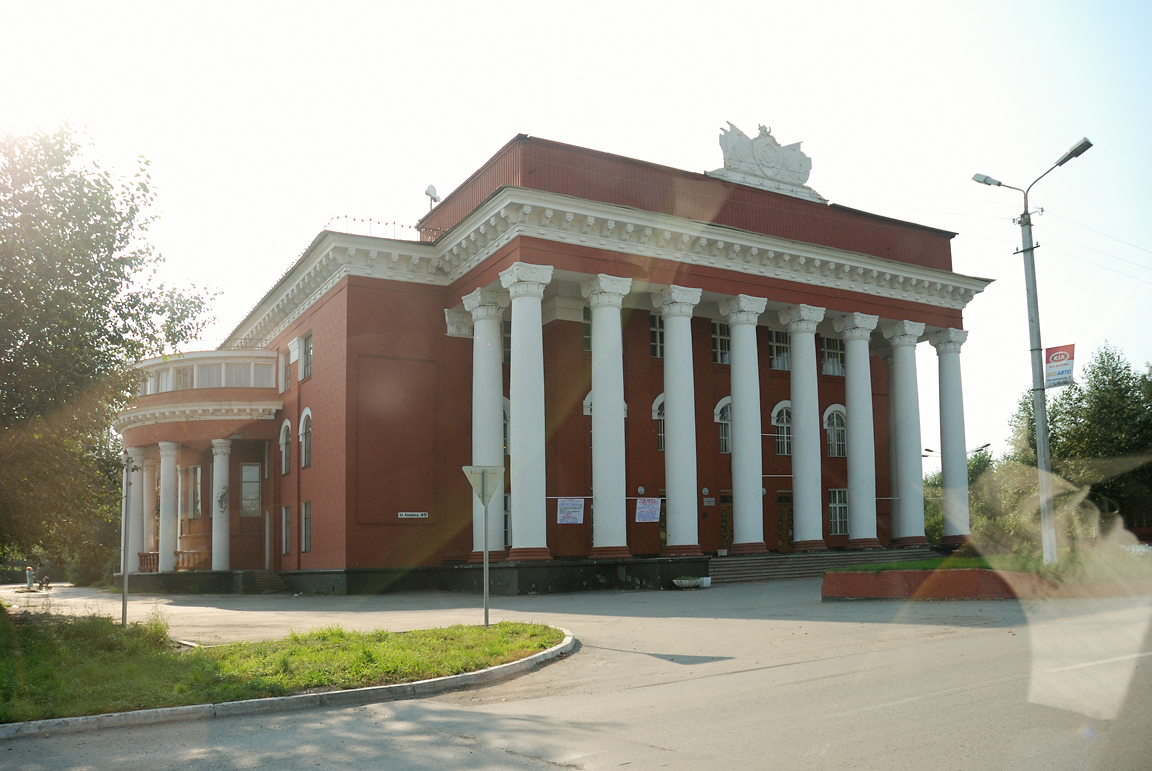
Palacio de Cultura.

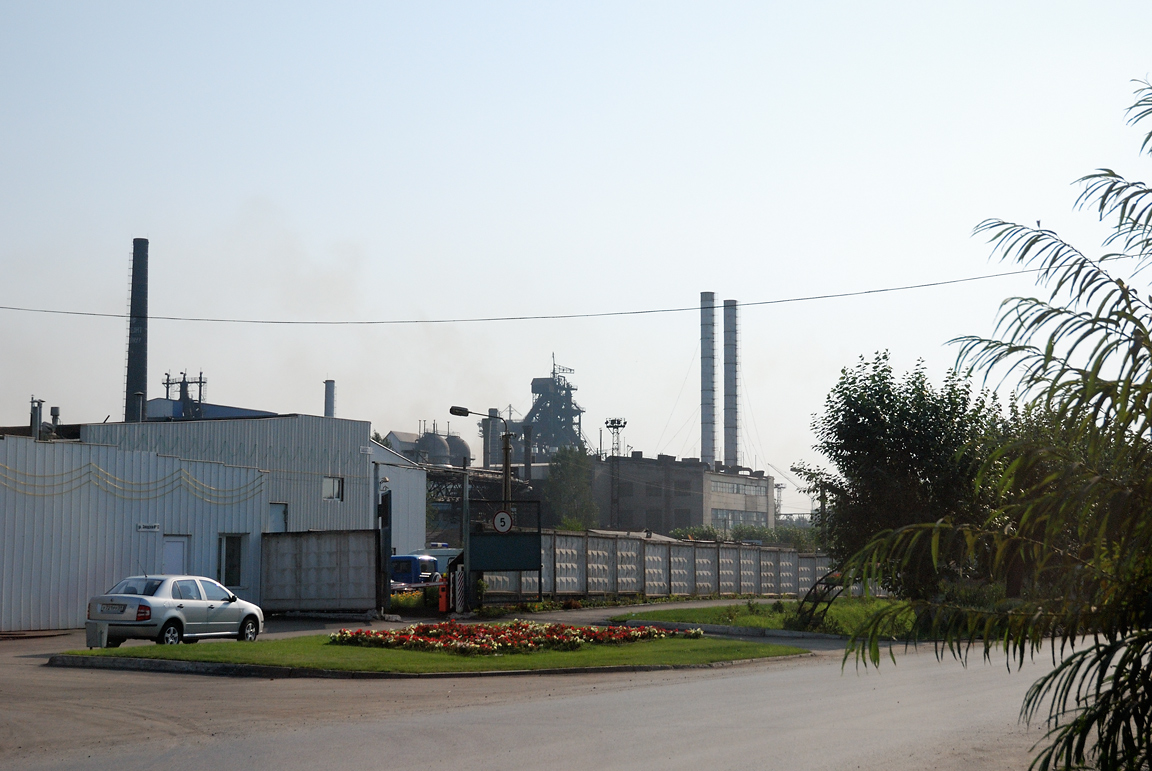
Fábrica siderúrgica.

Chusovói (en ruso: Чусовой) es una ciudad en el krai de Perm, en Rusia. El río Chusovaya riega la ciudad y le da nombre. Aquí el Chusovaya confluye con uno de sus afluentes, el Usva. Está situada a 98km al nordeste de Perm. Su población es de 44.780 habitantes en 2023. Se puede acceder a Chusovói en tren o barco desde Perm. Es capital del raión del mismo nombre.

## Historia
En el emplazamiento de Chusovói se conoce, desde el siglo XVI, un pueblo llamado Kamásino. La localidad conoce un crecimiento notable a partir de 1874 a raíz de la construcción del ferrocarril minero de Perm - Kushva - Ekaterimburgo (Уральская Горнозаводская железная дорога, primera línea ferroviaria en atravesar los Urales, por cuya razón se construyó la estación de Chusovaya, por el río vecino. En 1878, la línea se abre al tráfico y es enlazada al año siguiente a Solikamsk. En 1897, comienza la construcción de una fábrica siderúrgica.
La localidad recibe el estatus de Asentamiento de tipo urbano en 1917, y en 1933, el de ciudad, así como su nombre actual.

## Población
| 1897   | 1926   | 1939   | 1959   | 1970   |
| ------ | ------ | ------ | ------ | ------ |
| 1 000  | 18 000 | 43 000 | 60 700 | 58 200 |
| 1979   | 1989   | 1992   | 2002   | 2008   |
| 56 400 | 57 900 | 58 000 | 51 615 | 49 269 |

## Economía
La economía de la ciudad reside sobre la fábrica siderúrgica de la sociedad OAO Chusovskói Metallurguícheski Zavod (ruso: ОАО Чусовской металлургический завод), especializada en trabajos de acero y ferroaleaciones. Emplea a 6.560 trabajadores (2008).

## Nacidos en Chusovói
- Albert Démchenko (1971), deportista (luge).
- Tatiana Ivánova (1991), deportista (luge).
- Vladislav Yushakov (1985), deportista (luge).
- Vladímir Majnutin (1987), deportista (luge).
- Oleg Medvédev (1986), deportista (luge).
- Iván Nevmershitski (1985), deportista (luge).
- Vladímir Prójorov (1984), deportista (luge).